# Итапиранга (Санта-Катарина)
Итапиранга (порт. Itapiranga)  —  муниципалитет в Бразилии, входит в штат Санта-Катарина. Составная часть мезорегиона Запад штата Санта-Катарина. Входит в экономико-статистический  микрорегион Сан-Мигел-ду-Уэсти. Население составляет 15 998 человек на 2006 год. Занимает площадь 280,116 км². Плотность населения — 47,1 чел./км².
Праздник города —  18 февраля.

## История
Город основан 30 декабря 1953 года.

## Статистика
- Валовой внутренний продукт на 2003 составляет 305.920.185,00 реалов (данные: Бразильский институт географии и статистики).
- Валовой внутренний продукт на душу населения на 2003 составляет 22.567,14 реалов (данные: Бразильский институт географии и статистики).
- Индекс развития человеческого потенциала на 2000 составляет 0,832 (данные: Программа развития ООН).

## География
Климат местности: субтропический.